# Mesorregión de Madeira-Guaporé
La Mesorregión de Madeira-Guaporé (en portugués Mesorregião de Madeira-Guaporé) es una de las dos mesorregiones del estado de Rondonia, Brasil. Fue la primera región a ser habitada en el estado por cuenta de la construcción del Fuerte Príncipe de Beira en 1776 en el valle del Río Guaporé. Fue en esa región también donde fue construida el ferrocarril Madeira-Mamoré que impulsó la fundación de Guajará-Mirim y Puerto Velho y, por eso, son estas las únicas microrregiones en que está dividida la mesorregión.

## Microrregiones
- Puerto Velho
- Guajará-Mirim